# リチャード・ライデッカー
リチャード・ライデッカー（Richard Lydekker、1849年7月25日 - 1915年4月16日）は、イギリスの自然史学者、地理学者であり、自然史についての多くの著書を著した。
ライデッカーはロンドンで生まれ、トリニティ・カレッジで教育を受けた。彼は、1872年から、同校で初めての自然史学の講座を持った。
1872年、彼はインドの地質学調査に参加し、インド北部（特にカシミール）の脊椎動物の古生物学を研究した。彼は1882年までこの職を続けた。その後彼は、ロンドン自然史博物館の化石哺乳類、爬虫類、鳥類の目録作製の責任者となった（1891年、10巻）。著書としては、A Manual of Palaeontology（1889年、2巻、共著）、Phases of Animal Life（1892年）、The Royal Natural History（1893年-1896年、8巻、共著）、 The Wild Animals of India, Burma, Malaya, and Tibet（1900年）等がある。また、ブリタニカ百科事典第11版の作製にも携わった。1894年から1896年には、12巻からなるベストセラーRoyal Natural History LondonをFrederick Warne & Coから出版した。
ライデッカーは生物地理学の研究も行った。1895年、彼はインドネシアに、ライデッカー線として知られる、ワラセア西部とオーストラリア大陸東部の間を分ける生物地理学上の境界線を指摘した。